# Nyssicus contaminatus
Nyssicus contaminatus là một loài bọ cánh cứng trong họ Cerambycidae.